# Der Ruf der Wale
Der Ruf der Wale (Originaltitel Big Miracle) ist ein US-amerikanisches Filmdrama aus dem Jahr 2012. Es geht um die Rettung von Grauwalen in der Beaufortsee nördlich der Landspitze Point Barrow und spielt im Jahr 1988. Der Film beruht auf einer wahren Begebenheit, die in dem Buch Freeing the Whales als Operation Breakthrough beschrieben ist.

## Handlung
Der Reporter Adam Carlson möchte nichts lieber, als der nördlichsten Stadt der USA, Barrow im Norden Alaskas, den Rücken zu kehren, um endlich irgendwo anders als richtiger Journalist zu arbeiten. Unverhofft stößt er aber auf den „Knüller“ seines Lebens: Als die Beaufortsee nach einem kurzen Sommer schon im Oktober sehr schnell zufriert, wird eine Grauwalfamilie vom Eis eingeschlossen und der Zugang zum freien Meer abgeschnitten.
Das Schicksal der Tiere wird zum weltweiten Medienereignis. Bald sind mehrere teilweise sich feindliche Fraktionen in die Geschehnisse verwickelt: Iñupiat, Walfänger, ehrgeizige Reporter, die Nationalgarde, Politiker, der US-Präsident, der Gouverneur, ein Öl-Tycoon. Es kommt sogar zu einer Konfrontation der amerikanischen und der sowjetischen Regierung, die sich der Rettung der Wale annehmen wollen. Doch niemand bereitet Adam größere Probleme als seine Ex-Freundin Rachel Kramer, eine kämpferische Greenpeace-Aktivistin, die alle Hebel in Bewegung setzt, um die Wale zu retten.
Irgendwann ist durch die Anstrengung aller das Eis gebrochen und die erwachsenen Wale Fred und Wilma können entkommen, jedoch taucht das Walbaby Bamm-Bamm nicht mehr auf.

## Produktion
Im April 2009 kaufte Warner Bros. das Drehbuch von Jack Amiel und Michael Begler und bereits im darauffolgenden Juni konnte Ken Kwapis als Regisseur verpflichtet werden.
Im September 2010, nachdem Drew Barrymore als Rachel Kramer – basierend auf der Figur der realen Greepeace-Aktivistin Cindy Lowry – und John Krasinski als Hauptrollen festlagen, begannen die Dreharbeiten in Seward.
Mit einem Budget von 30 bis 40 Millionen US-Dollar wurde die Produktion mit dem Arbeitstitel Everybody Loves Whales in 10 Wochen abgedreht.
Die Crew konstruierte das Set in Anchorage und baute es in Barrow wieder auf.

## Trivia
Die Gouverneurin Sarah Palin taucht als sie selbst unter ihrem Mädchennamen Sarah Heath als Sportansagerin im Studio von Channel2 News auf (ca. 98. min).
Während des Abspanns werden die echten Akteure von 1988 ihren Schauspielern gegenübergestellt. So trifft Drew Barrymore auf Cindy Lowdry, Dermot Mulroney trifft auf das Footage des echten Nationalgarde-Colonel. Selbst die Hochzeit von Mulroney und Vinessa Shaw in ihren Rollen wird neben der echten dargestellt.
Die Fastfood-Kette Burger King bewarb den Film mit Spielzeug (u. a. Bamm-Bamm als Puppe).

## Kritiken
Die Filmzeitschrift Cinema schreibt: „Der Ruf der Wale zeigt, was möglich ist, wenn die Menschen ihre widerstreitenden Überzeugungen überwinden und sich für ein gemeinsames Ziel zusammenschließen. Doch unter dieser versöhnlichen Oberfläche liefert der Film durchaus spannende Denkanstöße.“
Die Deutsche Film- und Medienbewertung zeichnete den Film mit dem Prädikat „wertvoll“ aus und schrieb in ihrer Begründung: „Auch wenn die Frisuren im Rahmen der Rettungsaktionen teilweise noch zu perfekt sitzen und die Animation der Wale gegen Ende auffällig wird, besitzt der Film insgesamt ein unbestreitbares und gekonnt in Szene gesetztes Sentiment sowie einen attraktiven Unterhaltungswert, den die Jury als „wertvoll“ anerkennen konnte.“
Bei Rotten Tomatoes erhielt der Film 75 % aufgrund 105 Reviews. Metacritic hielt einen Stand von 61 basierend auf 28 Abfragen.
Darüber hinaus gewann der Ruf der Wale im Jahr 2013 den Genesis Award.